# Melchior Heger
Melchior Heger (Brüx (tegenwoordig Most), 1522 - 1568) was van 1553 tot 1564 als Thomascantor verbonden aan de Thomaskirche (Leipzig) en de Thomasschule.
Heger heeft vanaf 1542 in Leipzig muziek gestudeerd. In 1553 werd hij Thomascantor, tegelijkertijd met de ingebruikname van een nieuw schoolgebouw. Hij bekleedde het ambt tot 1564.